# Левашово (станция)
Левашо́во — товарно-пассажирская станция Выборгского направления Октябрьской железной дороги. Расположена между станцией Парголово и платформой Песочная, в посёлке городского типа Левашово. Имеет 6 путей, 2 платформы, вокзал, надземный пешеходный переход; кассы закрыты с середины 2000-х годов.
Здание вокзала построено для Финляндской железной дороги архитектором Бруно Гранхольмом.
Электрифицирована в 1951 году в составе участка Санкт-Петербург — Зеленогорск. Реконструирована в 2000-х годах. На станции останавливаются все электропоезда, кроме поездов повышенной комфортности. От станции начинаются линии маршрутных такси, соединяющих её с п. Новоселки (Карьер).
От станции отходит однопутная железнодорожная ветка к городу Сертолово, проходящая через военную часть. Официальное название станции в Сертолове — «Левашово-2». Ветка построена по нормативам подъездных путей, используется исключительно для грузового сообщения, пассажирские перевозки по ней невозможны. Тем не менее, её планируется реконструировать и пустить по ней электропоезда до Сертолово.